# Жіноча юніорська збірна Іспанії з хокею із шайбою
Жіноча юніорська збірна Іспанії з хокею із шайбою — національна жіноча юніорська команда Мексики з хокею із шайбою, що представляє країну на міжнародних змаганнях. Управління збірною здійснюється Іспанською федерацією зимових видів спорту.

## Історія
2017 дебютувала в кваліфікаційному турнірі чемпіонату світу серед юніорок у Сан-Себастьяні (Іспанія). Провела три гри в яких два матчі виграла та в одному зазнала поразки.

## Статистика
| Рік  | І | В  | П  | Н | ЗШ | ПШ | О  | Місце                               |
| ---- | - | -- | -- | - | -- | -- | -- | ----------------------------------- |
| 2017 | 3 | 2  | 1  | 0 | 13 | 9  | 6  | 2 місце (Дивізіон ІВ, кваліфікація) |
| 2018 | 4 | 2  | 2  | 0 | 16 | 9  | 6  | 3 місце (Дивізіон ІВ, кваліфікація) |
| 2019 | 4 | 2  | 2^ | 0 | 13 | 5  | 7  | 5 місце (Дивізіон ІВ, кваліфікація) |
| 2020 | 5 | 5* | 0  | 0 | 27 | 4  | 14 | 1 місце (Дивізіон II В)             |
| 2022 | 5 | 5  | 0  | 0 | 26 | 2  | 15 | 1 місце (Дивізіон ІІ)               |
| 2023 | 4 | 2* | 2  | 0 | 6  | 9  | 5  | 3 місце (Дивізіон ІВ)               |
| 2024 | 5 | 4  | 1  | 0 | 33 | 4  | 12 | 2 місце (Дивізіон ІВ)               |
| 2025 | 5 | 3* | 2  | 0 | 12 | 15 | 8  | 3 місце (Дивізіон ІВ)               |

* Включає в себе перемогу в додатковий час

^ Включає поразку в додатковий час